# Огулов, Михаил Сергеевич
Михаил Сергеевич Огулов (1920, Москва — неизвестно) — советский футболист, нападающий.

## Биография
Михаил Огулов родился в 1920 году в городе Москва.
Играл в футбол на позиции нападающего. В 1946 году выступал в третьей группе первенства СССР за минский ОДОКА.
В 1947 году играл во второй группе за команду завода имени М. В. Калинина из Калининграда.
В 1948 году перешёл в московский «Локомотив», в составе которого провёл 5 матчей в чемпионате СССР.
Впоследствии играл во второй группе (с 1950 года класс «Б») за московский «Металлург» (1949), челябинский «Дзержинец» (1950), петрозаводскую «Красную звезду» (1951—1952). В составе челябинцев забил 2 мяча. В Красной звезде в сезоне-51 провёл 33 матча, забил 3 гола, в сезоне-52 на его счету 12 поединков и 4 мяча.
В 1953 году играл за выступавший в чемпионате области владимирское «Торпедо», представляющее завод «Автоприбор».
В 1954 году играл в чемпионате РСФСР за владимирское «Торпедо».
Дата смерти неизвестна.